# Rossano Rubicondi
Rossano Rubicondi (Roma, 14 marzo 1972 – New York, 29 ottobre 2021) è stato un personaggio televisivo, conduttore televisivo, attore e modello italiano, noto per essere stato il quarto marito della miliardaria Ivana Trump.

## Biografia
Inizia a fare lo spogliarellista e il fotomodello in coppia con il fratello maggiore, con il quale entra presto in dissidio. Trasferitosi a Londra all'età di 22 anni, continua a lavorare come modello e in seguito come attore, ricoprendo piccoli ruoli in pellicole come The Eighteenth Angel e The Golden Bowl. Nell'aprile del 2008 sposò l'Imprenditrice ed ex modella Ivana Trump. Il matrimonio da 3 milioni di dollari, con 400 invitati, fu ospitato dall'ex marito di Ivana, Donald Trump, nella sua tenuta di Mar-a-Lago, Florida. Sempre nel 2008 viene scelto come concorrente per la sesta edizione del reality show italiano L'isola dei famosi su Rai 2 condotta da Simona Ventura, venendo eliminato nel corso dell'ottava puntata con il 62% dei voti.
In seguito all'esperienza al reality, Rubicondi nel 2009 conduce la trasmissione televisiva Cupido insieme a Federica Panicucci e recita nel film Natale a Beverly Hills, interpretando un ruolo che rappresenta una parodia di sé stesso, un uomo attratto dalle donne più anziane. Nel 2010 viene chiamato a fare l'inviato per la settima edizione de L'isola dei famosi, mentre nel 2011 anche per la manifestazione di Rete 4 Sfilata d'amore e moda. Nel 2012 ritorna in qualità di concorrente alla nona edizione de L'isola dei famosi (condotta da Nicola Savino e Vladimir Luxuria), dalla quale si ritira durante la seconda puntata per motivi personali. 
È morto la sera del 29 ottobre 2021, a New York, all'età di 49 anni, a causa di un tumore al fegato.

## Filmografia

### Attore

#### Cinema
- The Eighteenth Angel, regia di William Bindley (1997)
- The Golden Bowl, regia di James Ivory (2000)
- Natale a Beverly Hills, regia di Neri Parenti (2009)
- Un viaggio indimenticabile (Head Full of Honey), non accreditato, regia di Til Schweiger (2018)

#### Televisione
- Professione fantasma – serie TV, 1 episodio (1998)
- Sotto il cielo dell'Africa – serie TV (1999)

## Programmi televisivi
- Fantastica Italiana I Edizione (Rai Uno, 1995/96 10 puntate) – Valletto
- L'isola dei famosi 6 (Rai 2, 2008) – Concorrente
- Cupido (Italia 1, 2009) – Co-conduttore
- L'isola dei famosi 7 (Rai 2, 2010) – Inviato
- Sfilata d'amore e moda (Rete 4, 2011) – Inviato
- L'isola dei famosi 9 (Rai 2, 2012) – Concorrente

## Discografia
- 2006 – Amore mio, Secret Love (con Ivana Trump)
- 2012 – Baia del sol (con il Divino Otelma)